# Artemis Efeská
Artemis Efeská (někdy také označována latinizovaně jako Diana Efeská) je helénská univerzální bohyně, resp. specifická podoba řecké bohyně Artemis (Diany), byla zejména uctívaná v maloasijském městě Efes, kde měla centrum svého kultu, ale jak nasvědčuje výskyt jejího zpodobnění, své příznivce si našla i na mnoha jiných místech starověkého světa. Jako patronce města Efes jí zde byl vybudován velkolepý chrám zvaný Artemision, který je dnes považován za jeden ze sedmi divů starověkého světa.

## Artemidin kult v Efesu

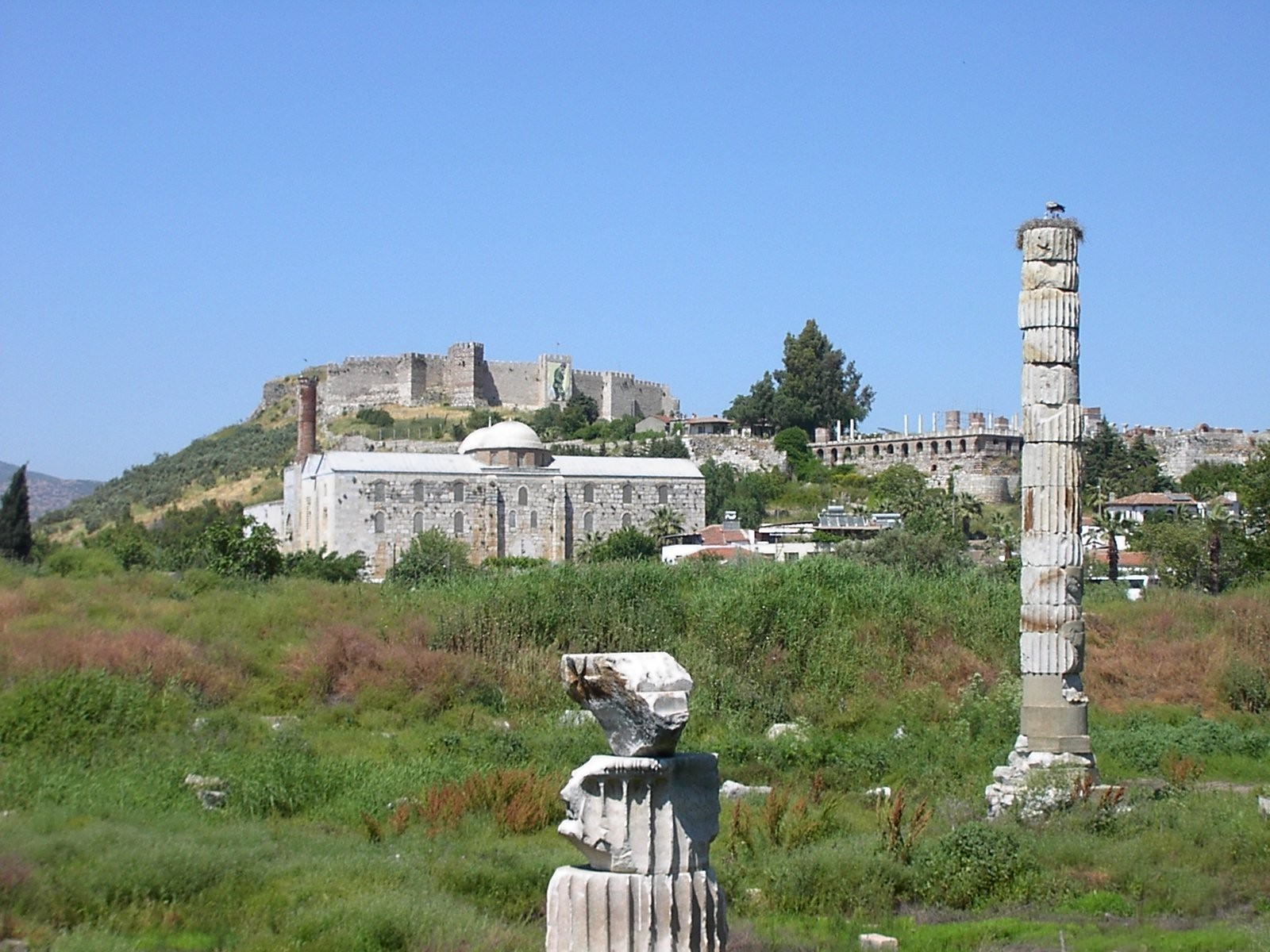
Pozůstatky Artemidina chrámu

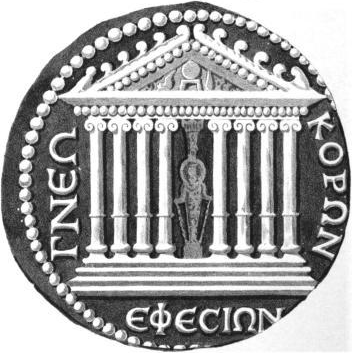
Mince císaře Gordiana s efeským chrámem a sochou Artemis

Efeská Artemis je pozdější helénskou formou řecké bohyně lovu a Měsíce. Kult pod vlivem antické filosofie, zvláště období pozdní antiky, které se vyznačovalo hledáním univerzálního božstva, ale i kvůli silným orientálním vlivům, jako byly šířící se helénizované kulty mateřských bohyň frýžské Kybelé a egyptské Isis. Efeská Artemis v náboženských představách přesáhla svou původní roli mladé panenské lovkyně a ochránkyně zvířat, kterou tradičně zastávala v hierarchii olympských božstev, a stala se samostatným univerzálním božstvem, jako Bohyně Matka a živitelka tvorstva. To potvrzuje i na antické poměry neobvyklá podoba efeské Artemis. Uvnitř efeského chrámu se nacházela její socha v podobě královny s gestem vřele natažených rukou, hlásící velký ikonografický skok od dívky s lukem k univerzální bohyni matce a tím i posunu od tradičního řeckého polyteismu blíže k monoteismu. Pro efeskou Artemis jako bohyni přírody jsou typickým symbolem ženská ňadra, jimiž živí veškerý život. Podle rozšířené pověsti měla tato socha spadnout z nebe jako dar a požehnání lidem a Efesané jí měli postavit chrám. V této podobě mohla Artemis i v rámci Římské říše konkurovat a lépe doplňovat jiné orientální kulty mateřských bohyň, jako již výše zmíněná Kybelé či helénizovaná Isis, obě se těšily v Římské říši mimořádné úctě a jejich kulty přesáhly oblast jejich původu. Také efeský kult byl velmi vlivný, jak naznačuje spousta dochovaných reprodukcí soch efeské Artemis, i zmínka v Bibli v 19. kapitole knihy Skutky apoštolů (kdy apoštol Pavel musel údajně čelit nepokojům místních obyvatel). Chrám byl významným poutním místem a město z toho mělo značný užitek.

## Galerie

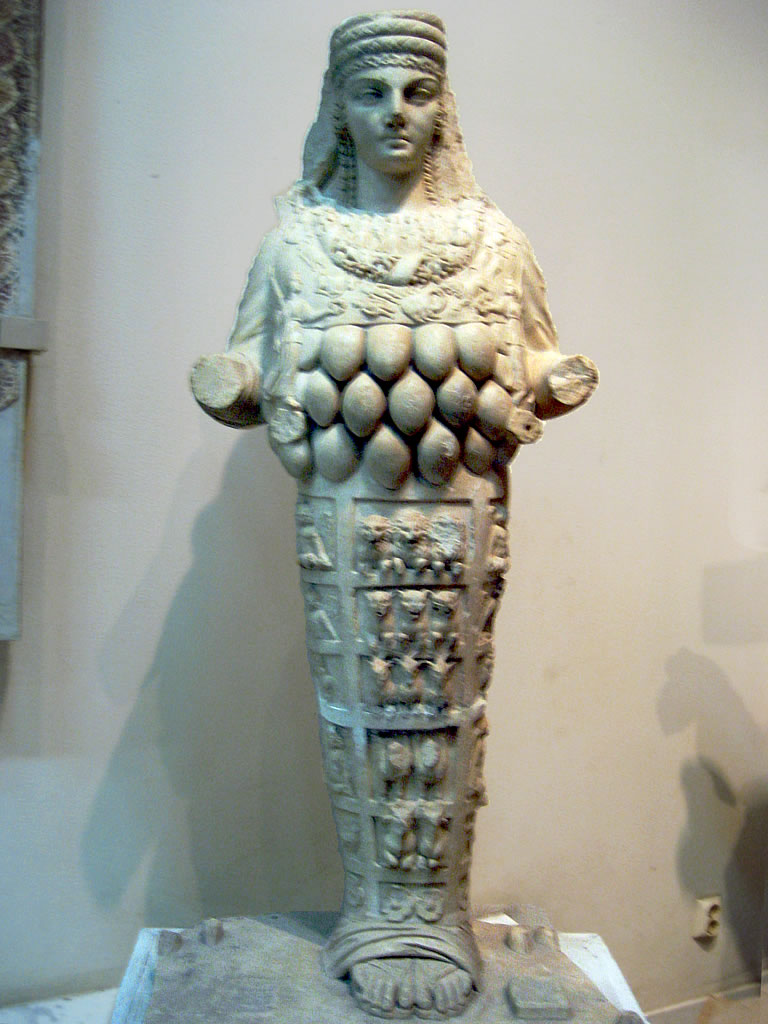
Socha nalezená v roce 1912 v dnešní Libyii ve starověkém městě Leptis Magna nedaleko amfiteátru, dnes Národní muzeum v Tripolisu
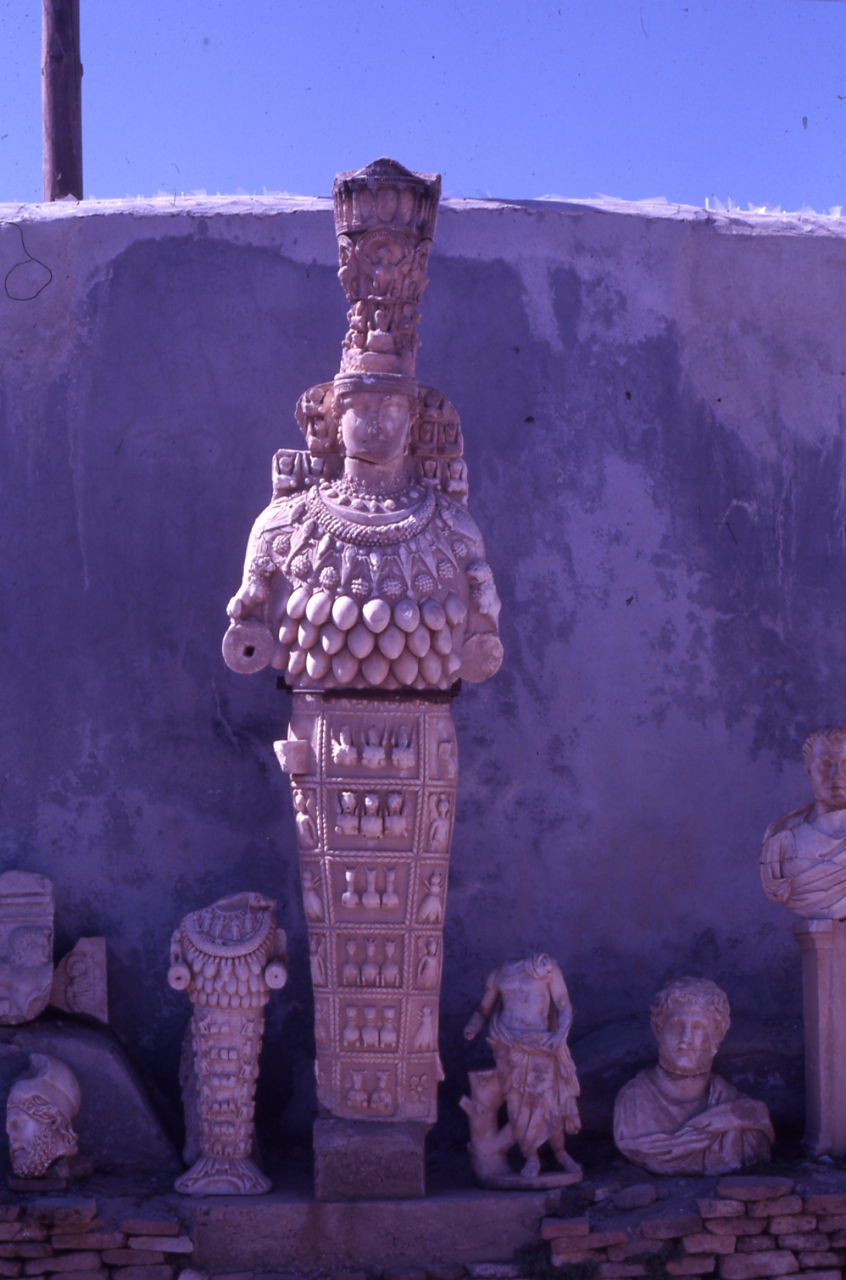
Velká socha bohyně v tureckém Selçuku
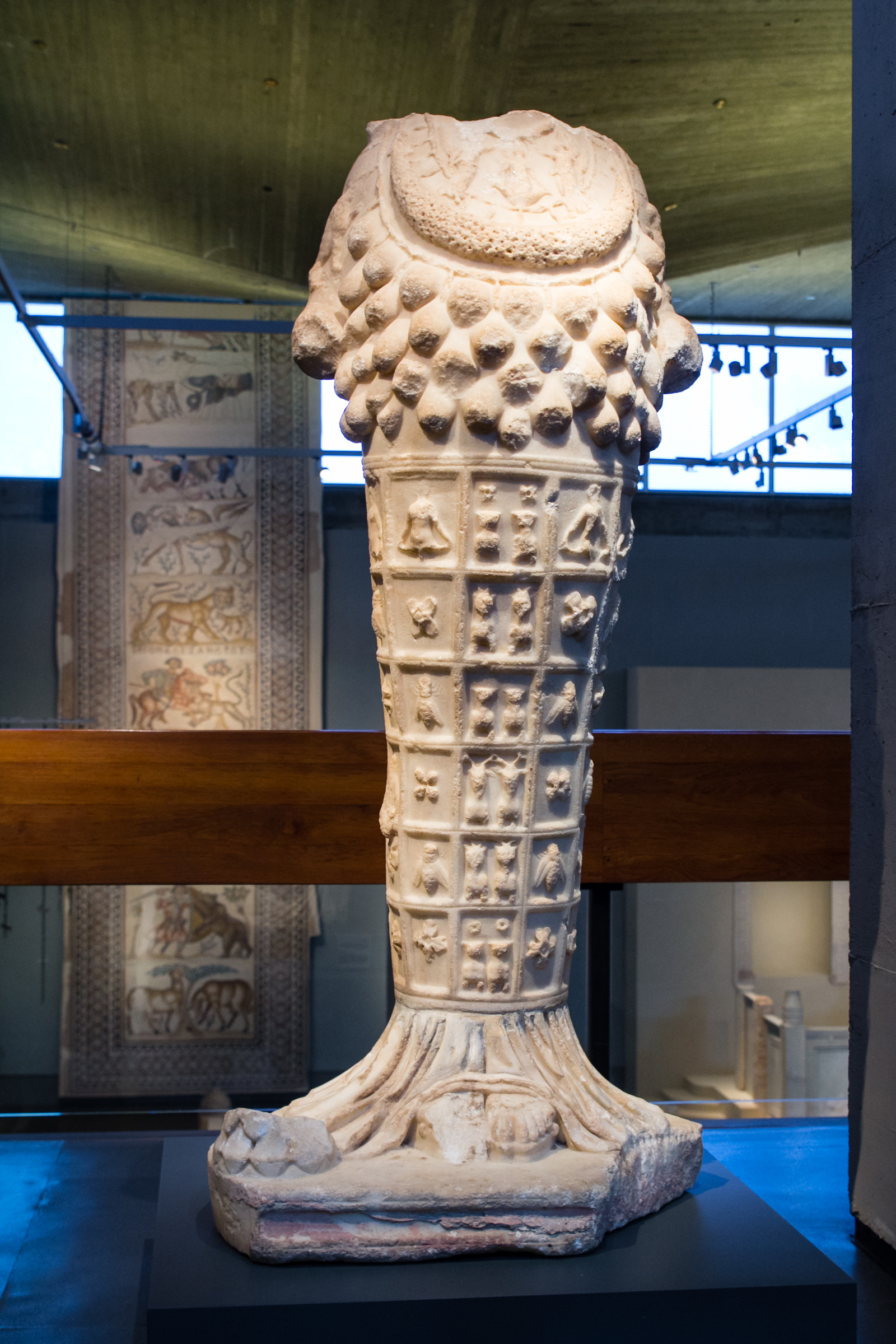
Fragment sochy nalezený v Caesareji, dnes Izraelské muzeum v Jeruzalémě
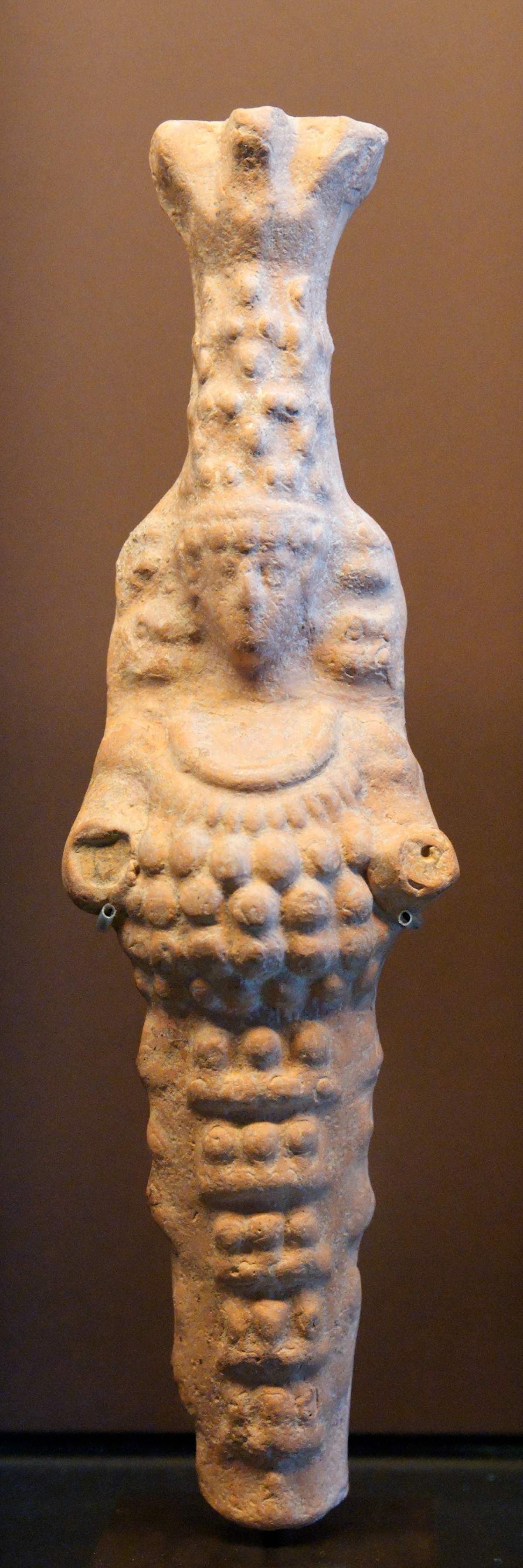
Socha efeské Artemis ze Smyrny, dnes umístěná v muzeu v Louvru
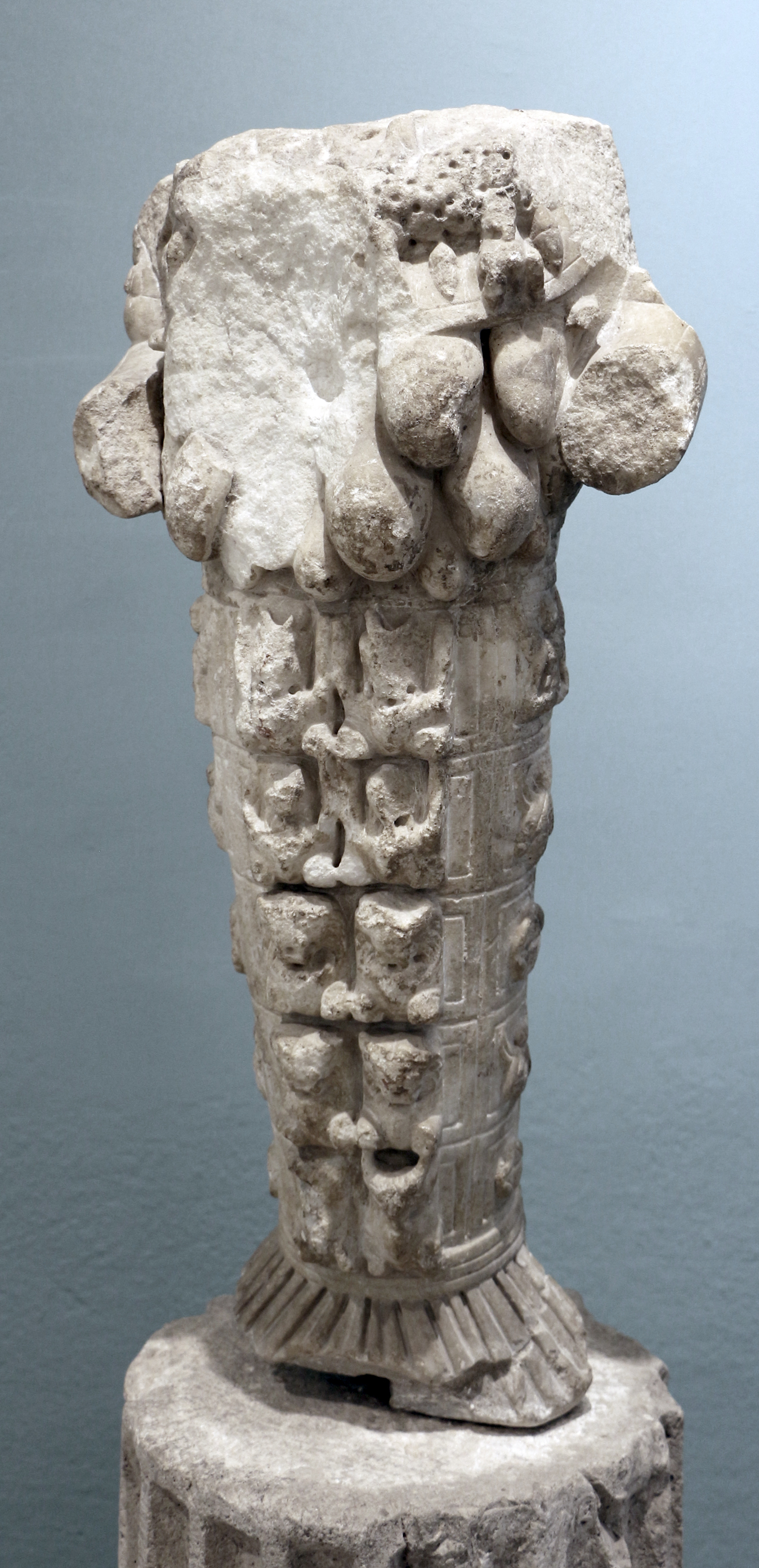
Fragment sochy, archeologické muzeum v Aquilei
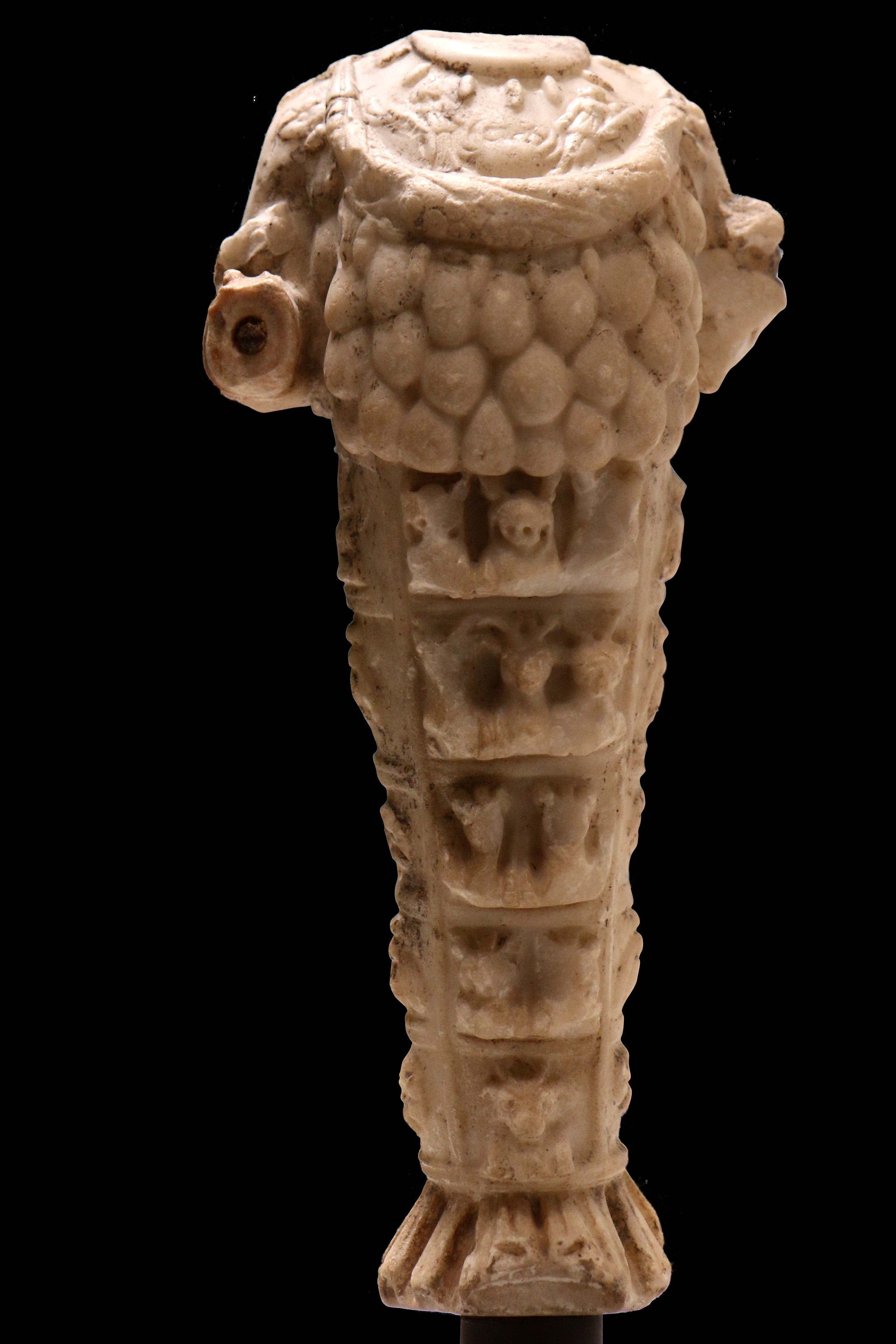
Fragment sochy, muzeum historie v Marseille
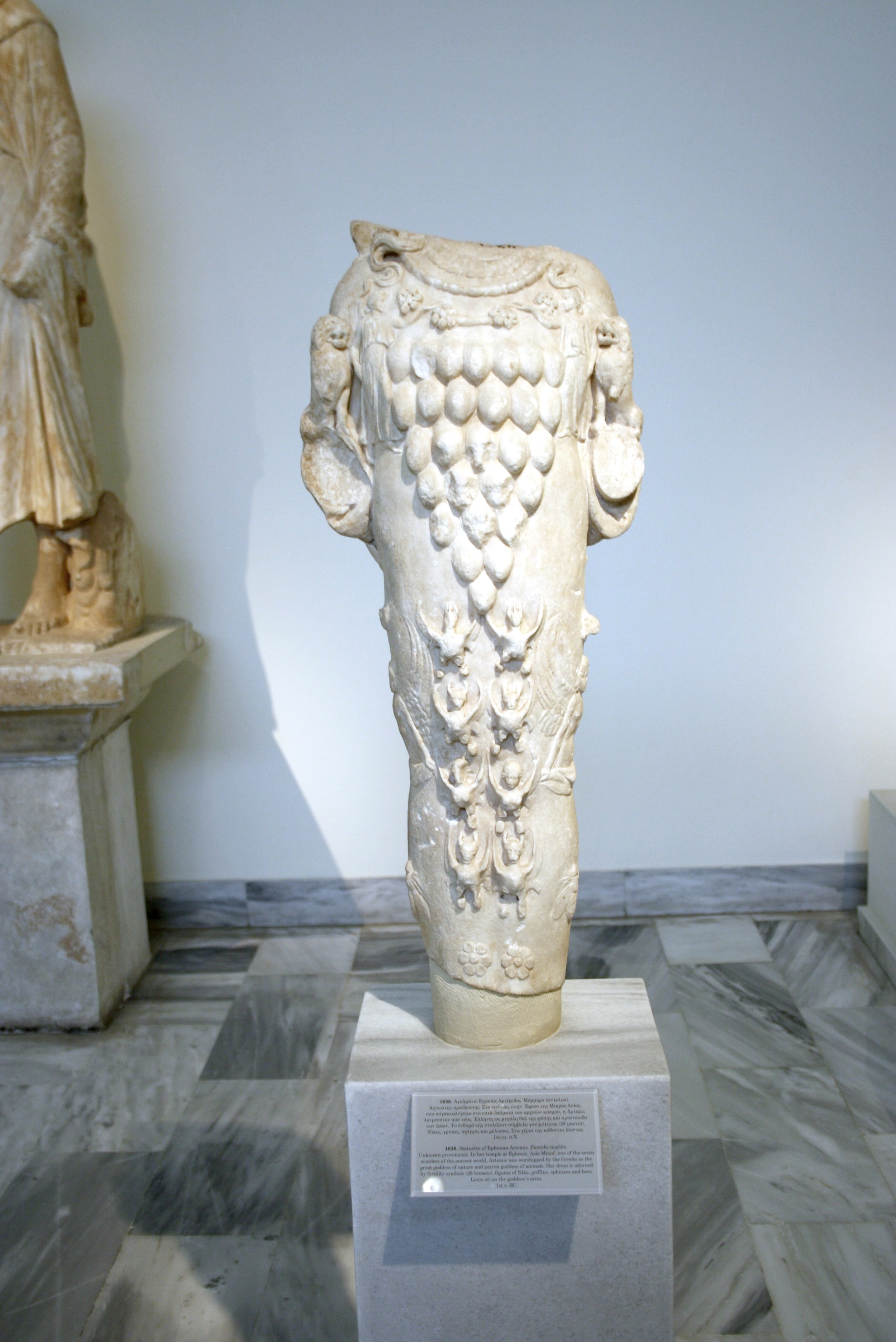
Archeologické muzeum v Athénách
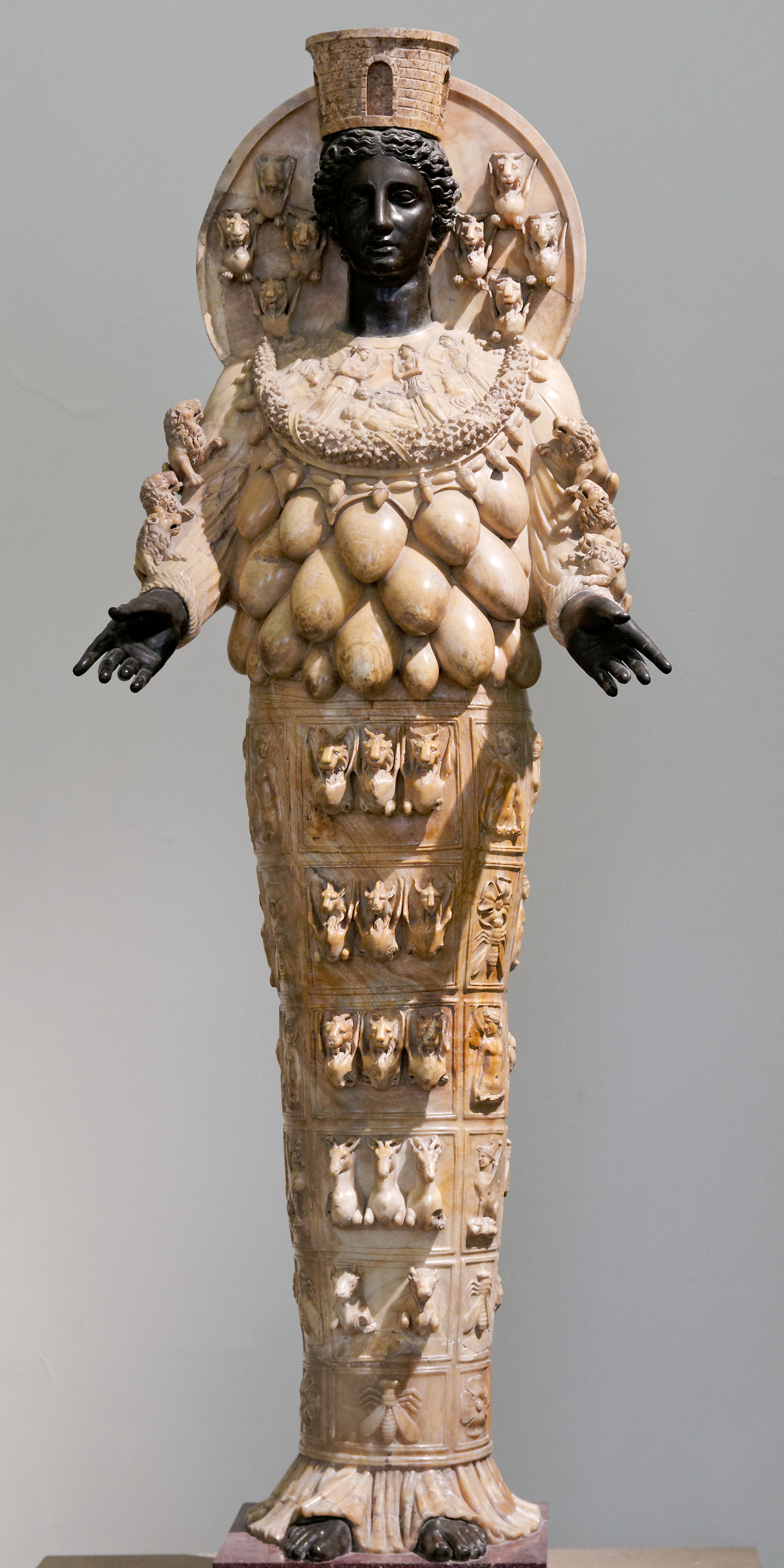
Efezská Artemis, pozdější kopie originálu od Giuseppe Valadiera, Neapolské muzeum
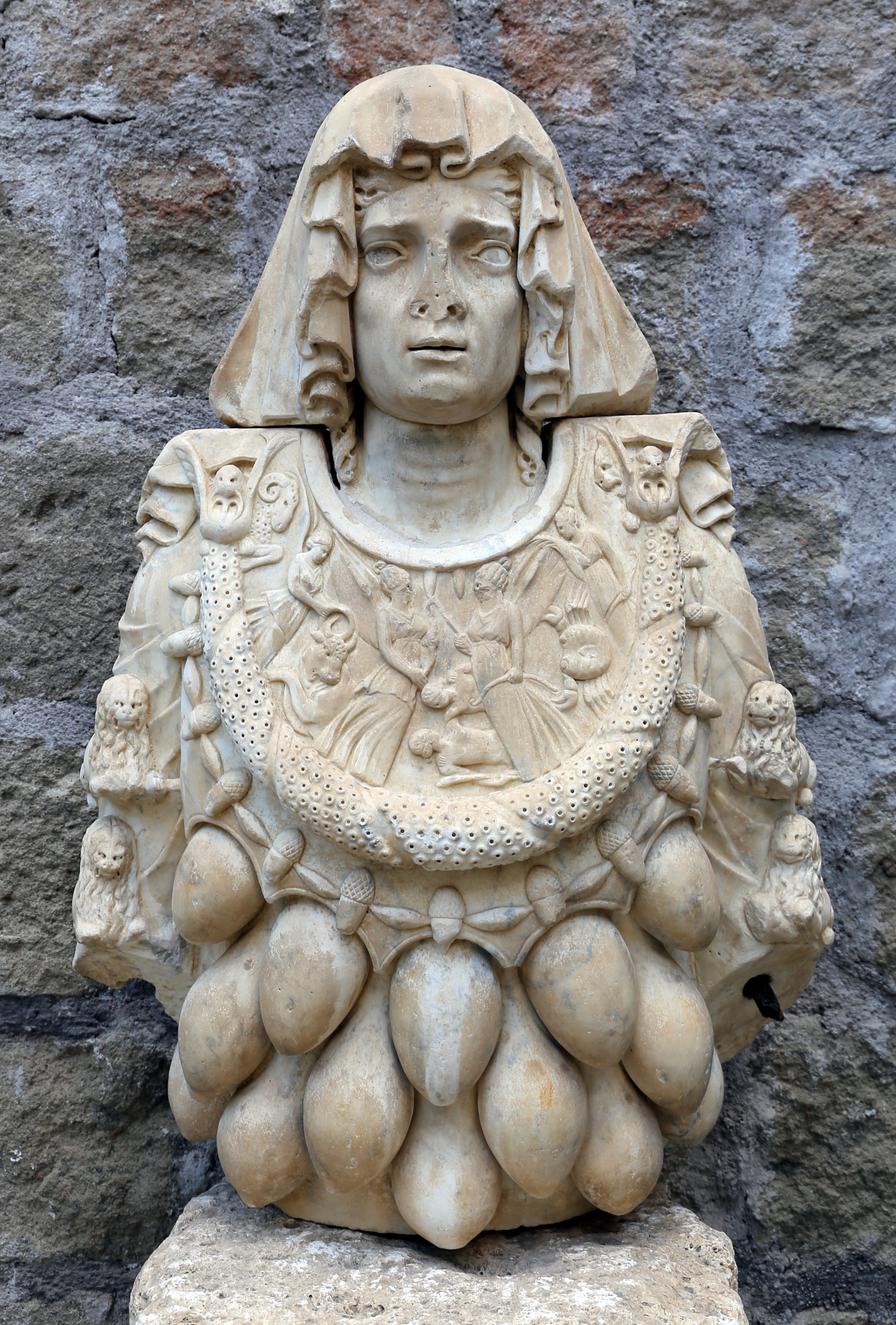
Busta bohyně, Museo del Colle del Duomo v italském Viterbu
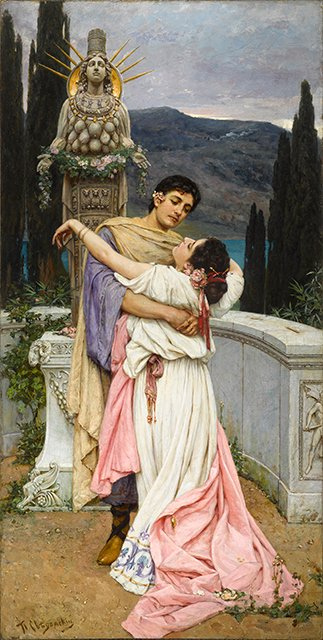
Obraz Polibek, Pavel Svedomsky